# Agabus rufulus
Agabus rufulus är en skalbaggsart som beskrevs av Leon Fairmaire 1859. Agabus rufulus ingår i släktet Agabus och familjen dykare. Inga underarter finns listade i Catalogue of Life.